# Nacerdes

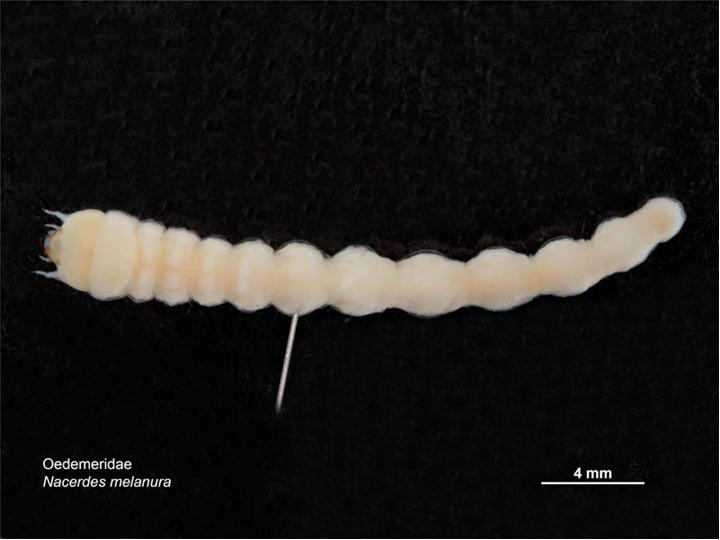
Larva de Nacerdes melanura.

Nacerdes es un género de coleópteros de la familia de los oedeméridos. Ciclo vital anual, a veces lleva más de un año.

## Especies
Las especies de este género son:
- Nacerdes aurosa Fairmaire, 1864
- Nacerdes bicoloripes (Pic, 1930)
- Nacerdes brancucci Švihla, 1983
- Nacerdes brevipennis Fairmaire, 1875
- Nacerdes densatus Pic, 1923
- Nacerdes latenigra (Pic, 1922)
- Nacerdes melanura (Linnaeus, 1758)
- Nacerdes nigrifrons Fairmaire, 1868
- Nacerdes saundersi Reed, 1873
- Nacerdes schatzmayri (Wagner, 1928)
- Nacerdes akiyamai Švihla, 1998
- Nacerdes apicipennis Švihla, 1998
- Nacerdes asahinai (Nakane, 1958)
- Nacerdes atripennis (Pic, 1934)
- Nacerdes barbara (Peyerimhoff, 1918)
- Nacerdes becvari Švihla, 1998
- Nacerdes brachyptera (Švihla, 1980)
- Nacerdes brendelli Švihla, 1987
- Nacerdes californica (Horn, 1874)
- Nacerdes caroli Švihla, 2001
- Nacerdes centralis (Horn, 1896)
- Nacerdes curvipes Švihla, 2004
- Nacerdes dedicata Švihla, 2001
- Nacerdes erythrocephala (Germar, 1824)
- Nacerdes fujiana Švihla, 1998
- Nacerdes guizhouensis Švihla, 2001
- Nacerdes hesperica (Magistretti, 1941)
- Nacerdes hilleri (Harold, 1878)
- Nacerdes himalaica (Blair, 1930)
- Nacerdes holzschuhi Švihla, 1987
- Nacerdes italica (Chevrolat, 1877)
- Nacerdes kaboureki Švihla, 2005
- Nacerdes kantneri Švihla, 2001
- Nacerdes kubani Švihla, 1998
- Nacerdes ludmilae Švihla, 1998
- Nacerdes marina (Horn, 1896)
- Nacerdes martensi Švihla, 1993
- Nacerdes mimoncomeroides Švihla, 1998
- Nacerdes notaticollis (Pic, 1936)
- Nacerdes priapus Švihla, 1998
- Nacerdes schneideri Švihla, 2001
- Nacerdes strnadi Švihla, 1998
- Nacerdes sumatrensis (Blair, 1919)
- Nacerdes testacea (Horn, 1896)
- Nacerdes transfretalis Švihla, 1998
- Nacerdes trinotata (LeConte, 1866)
- Nacerdes umenoi (Kono, 1937)
- Nacerdes violaceonotata (Pic, 1922)
- Nacerdes waterhousii (Harold, 1875)
- Nacerdes wardi (Švihla, 1987)